# Timbiriche
I Timbiriche sono stati un gruppo musicale messicano formatosi nel 1982. Per breve tempo sono stati noti con il nome La Banda Timbiriche.

## Membri
- Benny Ibarra (1982-1985)
- Sasha Sokol (1982-1986)
- Mariana Garza (1982-1987)
- Alix Bauer (1982-1989)
- Paulina Rubio (1982-1991)
- Diego Schoening (1982-1994)
- Erik Rubin (1983-1991)
- Eduardo Capetillo (1985-1989)
- Thalía Sodi (1986-1989)
- Edith Márquez (1988-1991)
- Patty Tanús (1989-1990)
- Bibi Gaytán (1989-1991)
- Claudio Bermúdez (1989-1991)
- Silvia Campos (1990–1994)
- Tannya Velasco (1991–1994)
- Daniel Gaytán (1991–1994)
- Lorena Shelley (1991–1994)
- Alexa Lozano (1991–1994)
- Kenya Hijuelos (1991-1992)
- Jean Duverger (1992–1994)
- Brissia Mayagoitia (2007-2008; 2023-presente)
- Fernanda Arozqueta (2007-2009; 2023-presente)
- Alberto Dogre (2007-2009)
- Gabriela Sanchez (2007-2009; 2023-presente)
- Eduardo Brito (2007-2009; 2023-presente)
- Taide Rodriguez (2007-2009; 2023-presente)
- Yurem Rojas (2007-2009; 2023-presente)

## Discografia parziale

### Album in studio
- 1982 - Timbiriche
- 1982 - La Banda Timbiriche
- 1983 - Timbiriche Disco Ruido
- 1984 - Timbiriche Vaselina
- 1985 - Timbiriche Rock Show
- 1987 - Timbiriche VII
- 1988 - Timbiriche VIII & IX
- 1989 - Timbiriche X
- 1992 - Timbiriche 11
- 1993 - Timbiriche XII

### Album dal vivo
- 1983 - En Concierto
- 1999 - Timbiriche, El concierto
- 2007 - Somos Timbiriche 25 en Vivo
- 2008 - Vivo En Vivo
- 2017 - Timbiriche Juntos

### Raccolte
- 1989 - Los Clásicos de Timbiriche
- 1998 - Timbiriche Symphonic
- 2007 - 25 Años
- 2008 - Todo el reencuentro
- 2011 - La Historia
- 2011 - 20 Super Temas: La Historia De Los Exitos